# 服部正策
服部 正策（はっとり しょうさく、1953年 - ）は、日本の哺乳類学者・爬虫類学者。元東京大学医科学研究所奄美病害動物研究施設准教授。博士（農学）（東京大学・論文博士・1998年）（学位論文「ワタセジネズミ(Crocidura watasei)に関する研究」）。

## 人物
1953年島根県生まれ。島根県立浜田高等学校、東京大学農学部畜産獣医学科卒業。東京大学医科学研究所奄美病害動物研究施設に在職中、ハブ・ウミガメなどの爬虫類やワタセジネズミやトゲネズミなど哺乳類の研究をおこなった。1998年、東京大学より「ワタセジネズミ(Crocidura watasei)に関する研究」で博士（農学）の学位を授与される。

## 著書
- 服部正策; 伊藤一幸 (2000), 林良博, 武内和彦編集, ed., マングースとハルジオン : 移入生物とのたたかい, 現代日本生物誌 11, 岩波書店

- 服部正策; 甲斐知恵子 (2005), ボリビア産リスザルを用いたマラリア感染動物モデルの開発, 服部正策

## 論文
- 国立情報学研究所収録論文 国立情報学研究所

- 林良博; 昇 善久; 服部正策; 田中 寛 (1981), “ハブのネズミ捕食活動における季節変動の室内観察”, 衞生動物 32 (2):  163

- 伊藤靖忠; 元木貢; 川島次郎; 服部正策 (1981), “数カ所で採集したクマネズミの warfarin と scilliroside に対する感受性”, 衞生動物 32 (3):  251-254

- 林良博; 服部正策; 昇 善久; 田中 寛 (1982), “ハブの攻撃に対するトゲネズミの適応的な行動様式とその形態学的基礎”, 衞生動物 33 (3):  288

- 林良博; 田中 寛; 服部正策 (1982), “電気バリヤーとトラップを用いたハブの捕獲調査「徳之島二部落の比較」”, 衞生動物 33 (3):  288

- 九郎丸正道; 西田隆雄; 望月公子; 林良博; 服部正策 (1982), “ワタセジネズミ Crocidura horsfieldi watasei 腸管の形態学”, 日本獸醫學雜誌 44 (5):  795-799

- 林良博; 田中寛; 和田芳武; 三島章義; 木原大; 服部正策 (1983), “ハブ捕獲調査における誘引トラップとネットトラップの比較”, 衞生動物 34 (2):  131

- 木原 大; 服部 正策; 昇 善久; 田中 寛 (1987), “ハブに対する誘引効果判定法開発の試み”, 衞生動物 38	2:  140

- 林良博; 服部 正策; 昇 善久; 田中 寛 (1987), “ハブ誘引効果の野外判定について”, 衞生動物 38 (2):  140

- 山田文雄; 藤岡浩; 鳥居春己; 服部正策 (1988), “ウサギの捕獲法”, 哺乳類科学 28 (1):  118-122, doi:10.11238/mammalianscience.28.1_118

- 吉行瑞子; 服部正策; 土屋公幸 (1989), “奄美群島産コウモリの2希種に関する分類学的解析〔英文〕 (奄美諸島・トカラ列島の自然史科学的総合研究-1-)”, 国立科学博物館専報 22:  215-225

- 土屋公幸; 若菜茂晴; 鈴木仁; 服部正策; 林良博 (1989), “トゲネズミの分類学的研究 : I。遺伝的分化”, 国立科学博物館専報 22:  227-234

- 服部正策; 吉行瑞子; 浅木裕志; 昇善久, “奄美諸島におけるワタセジネズミの地理的ならびに生態的分布と形態的変異の検討”, 国立科学博物館専報	00824755	国立科学博物館	1990 23:  167-172

- 遠藤秀紀; 九郎丸正道; 西田隆雄; 服部正策 (1992), “スンクスにおける肺内肺静脈の心筋組織”, 日本獣医学雑誌 54 (1):  119-123

- 丹羽 孝; 鳥羽 通久; 服部 正策 (1996), “蛇表面脂質の研究-2 二種の同族列長鎖脂肪族炭化水素”, 日本分子生物学会年会プログラム・講演要旨集 19:  230

- 野瀬 健; 下東 康幸; 服部 正策; 木原 大 (1996), “フィブリノペプチドB選択的ヒメハブ毒由来トロンビン様酵素・オキナキソビンIの構造と機能の相関”, 日本分子生物学会年会プログラム・講演要旨集 19:  398

- 弟子丸 正伸,信久 幾夫,千々岩 崇仁,小川 智久,下東 康幸,服巻 保幸,服部 正策,大野 素徳 (1996), “ハブ毒腺セリンプロテアーゼ遺伝子の単離およびその分子進化”, 日本分子生物学会年会プログラム・講演要旨集 19:  580

- 信久 幾夫; 弟子丸 正伸; 千々岩 崇仁; 中島 欽一; 小川 智久;服巻 保幸;服部 正策;下東 康幸;大野 素徳 (1996), “ハブ血清ホスホリパーゼA_2インヒビターの遺伝子構造”, 日本分子生物学会年会プログラム・講演要旨集 19:  580

- 遠藤秀紀; 前田誠司; 山際大志郎; 九郎丸正道; 林良博;服部正策;黒澤弥悦;田中一栄 (1998), “リュウキュウイノシシ (Sus scrofa riukiuanus) の下顎骨に関する島嶼間形態変異”, The journal of veterinary medical science 60 (1):  57-61, doi:10.1292/jvms.60.57

- 九郎丸正道; 服部正策; 林良博 (1998), “ハブ精巣におけるレクチン結合性”, The Snake 28 (1):  1-4

- 服部正策 (1999), “海と風土病--奄美大島の研究施設で (特集 海洋)”, 学術の動向 4 (8):  12-15, doi:10.5363/tits.4.8_12

- 亀崎直樹; 服部正策; 鈴木博 (2001), “The first record of the reproduction of the hawksbill turtle, Eretmochelys imbricata, from the Kakeromajima Island, Amami Group”, 爬虫両棲類学会報 2001 (1):  16-17, doi:10.14880/hrghsj1999.2001.16

- 服部正策 (2002), “ハブ -その現状と課題-”, 南太平洋海域調査研究報告 36:  15-21

- 北野 元生; 平野 真人; 石原 尚; 吉田 愛知; 服部 正策;上田 直子:千々岩 崇仁;大野 素徳 (2002), “Skeletal muscle necrosis in rat induced by Trimeresurus flavoviridis venom can be prevented by its serum proteins”, 南太平洋研究 23 (1):  11-18

- 久保 正仁; 半田 ゆかり; 柳井 徳磨; 鑪 雅哉; 服部 正策;倉石 武;伊藤 圭子 (2012), “アマミノクロウサギ (Pentalagus furnessi) における慢性化膿性中耳炎・内耳炎による前庭障害の一例”, 日本野生動物医学会誌 17 (2):  87-90, doi:10.5686/jjzwm.17.87

- 服部正策 (2013), “ハブの島嶼間変異から見える南西諸島の成立 (第4回大会・総会)”, 九州両生爬虫類研究会誌 4:  59-61

- 中里千帆; 磯部圭祐; 日下部 健;倉石 武;服部 正策;松本 浩道;福井 えみ子;桑波田 暁子;越知 正憲;木曾 康郎;甲斐 知恵子;吉澤 緑 (2013), “ヨザル精子の形態観察と凍結保存”, 日本哺乳動物卵子学会誌 30 (2):  S99

- 久保正仁; 中嶋朋美; 本田拓摩;河内淑恵;伊藤結;服部正策;倉石武 (2013), “アマミノクロウサギ (Pentalagus furnessi) における自然発生病変の病理組織学的検索 : ホルマリン保存臓器を用いた予備的研究”, 日本野生動物医学会誌 18 (2):  65-70